# نیروگاه سیکل ترکیبی گیلان
نیروگاه سیکل ترکیبی گیلان (استان گیلان، ۱۵ کیلومتری جنوب‌شرقی شهرستان رشت، در مجاورت شهر صنعتی رشت، تأسیس شهریور ۱۳۷۱)، یکی از نیروگاه‌های ایران از نوع سیکل ترکیبی با ظرفیت تولید ۱۳۰۵٫۶ مگاوات است که شامل ۶ واحد گازی ۱۴۳٫۲ مگاواتی مدل  V94.2 و ۳ واحد بخاری ۱۴۸٫۸ مگاواتی است که توربین‌های واحدهای گازی و بخار ساخت شرکت زیمنس است.
قدرت عملی نیروگاه در زمستان ۱۲۳۶ مگاوات و در تابستان ۱۱۳۷ مگاوات است. میانگین قدرت عملی واحدهای گازی ۱۳۰ مگاوات و واحدهای بخار ۱۳۶٫۸ مگاوات است.
سوخت اصلی واحدها، گاز طبیعی است و سوخت پشتیبان آن گازوئیل است که از طریق ذخیره در ۵ مخزن هر یک به ظرفیت ۲۰ هزار مترمکعب و ۳ مخزن دیگر مجموعا به ظرفیت ۱۵۴ میلیون لیتر تأمین می‌شود.

## آمار تولید برق و مصرف سوخت نیروگاه در سال ۱۳۹۱
طبق آمار سال ۱۳۹۱، مصرف گازوئیل نیروگاه سیکل ترکیبی گیلان [در سال ۱۳۹۱] ۳۱۳۷۱۵ هزار لیتر، مصرف گاز ۱۳۷۰۲۵۵ هزار مترمکعب، راندمان ۴۴٫۲ درصد و کارکرد نیروگاه در سال ۷۷۸۶ ساعت که کارکرد نیروگاه در سال طبق درصد ۸۸٫۶ درصد بوده‌است.

## قرارداد ساخت و روزشمار نیروگاه
قرارداد ساخت نیروگاه که شامل  طراحی، ساخت و تأمین تجهیزات نیروگاه توسط شرکت زیمنس آلمان (KWU) بود در دو فاز منعقد شد. فاز اول شامل ۶ واحد گازی و فاز دوم شامل ۳ واحد بخار به صورت سیکل ترکیبی نصب و راه‌اندازی بود. قرارداد فاز اول در ۲۱ خرداد ۱۳۶۸ و قرارداد فاز دوم در ۲۳ مرداد ۱۳۶۹ بود که طی آن تجهیزات هر دو بخش از موضوع قرارداد می‌بایست ظرف مدت ۳۲ ماه ساخته و به کارگاه گیلان حمل شود.
عملیات اجرایی ساخت نیروگاه از سال ۱۳۶۸ شروع و اولین واحد گازی در شهریور ۱۳۷۱ راه‌اندازی و به بهره‌برداری رسید و با اتمام عملیات اجرایی فاز دوم، بهره‌برداری تجاری از نیروگاه با ظرفیت کامل در سال ۱۳۷۶  صورت گرفت.
عملیات اجرایی فاز دوم نیروگاه در دهم مرداد ۱۳۷۵ (۳۱ جولای ۱۹۹۶) با حادثه مفقود شدن یک منبع ایریدیوم-۱۹۲ مورد استفاده در رادیوگرافی صنعتی همراه بود. در این حادثه یک منبع Ci(180 GBq)5 ایریدیوم-۱۹۲ که برای بررسی درزهای جوشکاری شده دیگهای بخار در نیروگاه با دستگاه رادیوگرافی توسط متخصص شرکت زیمنس بکار گرفته میشد در اثر جدا شدن منبع از کابل دستگاه به داخل گودالی بتنی پر از ضایعات افتاد و پیش از بازیابی توسط اپراتور، کارگری آنرا پیدا کرد و در جیب پیراهنش گذاشت. در طول حدود ۹۰ دقیقه وی گاهی آن را از جیبش بیرون می‌آورد و بررسی می‌کرد و پس از شروع احساس تهوع، سرگیجه و سوزش در قفسه سینه تصمیم گرفت آنرا به محل اولیه باز گرداند. او منبع را به گودال بتنی برگرداند و آن را در جایی که پیدا کرده بود رها کرد. منبع توسط اپراتورها بازیابی شد، غافل از اینکه در این دوره زمانی به آن رسیدگی شده است و کارگری که آنرا برداشته و دوز پرتوی rem 450 (4.5 Sv) در کل بدنش دریافت کرده. در جریان این حادثه تنها یک نفر (همان کارگری که منبع را برداشت و درون جیب پیراهنش گذاشت) به دلیل عدم رعایت مقررات ایمنی پرتوگیری درجه دو داشت که پس از مراجعه به واحد بهداشت و ایمنی اجرایی و اخذ توضیحات تحت درمان قرار گرفت و مسولان نیروگاه برای درمان وی از سازمان انرژی اتمی درخواست کمک کردند. کارشناسان ایمنی نیروگاه و بازرسان سازمان انرژی اتمی تمامی اقدامات لازم را به عمل اورده و نتایج ازمایش های پزشکی کارکنان و مهندسان نیروگاه نشان داد که همگی سالم و هیچکس دیگری پرتوگیری نشده است.
شرکت "زیمنس " نیز که تعدادی از کارکنانش در این نیروگاه کار میکردند روز بعد در بیانیه ای اعلام کرد: از تمامی افراد معاینه پزشکی به عمل آمده و هیچگونه الودگی مشاهده نشده است.